# 71.º Regimiento Aéreo
El 71.º Regimiento Aéreo (71. Flieger-Regiment) fue una unidad de la Luftwaffe de la Alemania nazi.

## Historia
Fue formado el 16 de agosto de 1942, a partir del 71º Regimiento de Instrucción Aérea. Fue disuelto el 3 de septiembre de 1944.
En julio de 1944:
- Plana Mayor/71.er Regimiento Aéreo en Carcassonne
- I Batallón/71.er Regimiento Aéreo en Montpellier
- II Batallón/71.er Regimiento Aéreo en Carcassonne
- III Batallón/71.er Regimiento Aéreo en Beziers